# Opposition parlementaire
Dans un système parlementaire, l'opposition désigne le ou les groupes parlementaires qui ne soutiennent pas le gouvernement.
Dans certains pays, l'opposition parlementaire jouit d'un statut propre, notamment dans les pays utilisant le système de Westminster. Dans ces derniers, le parti d'opposition le plus important forme l'« opposition officielle » et son leader porte le titre de chef de l'opposition. L'opposition officielle désigne un cabinet fantôme dont les membres constituent un gouvernement alternatif susceptible de remplacer le gouvernement en place à la prochaine élection. En séance, les députés de l'opposition officielle siègent généralement à gauche du président, face aux députés du gouvernement qui siègent à droite.
Dans les royaumes du Commonwealth, l'opposition est souvent désignée sous le terme d'« opposition loyale de Sa Majesté » (Her Majesty's Loyal Opposition), loyale signifiant ici que ces membres critiquent le gouvernement en place mais ne remettent pas en cause sa légitimité ou celle du monarque.

## Royaume-Uni

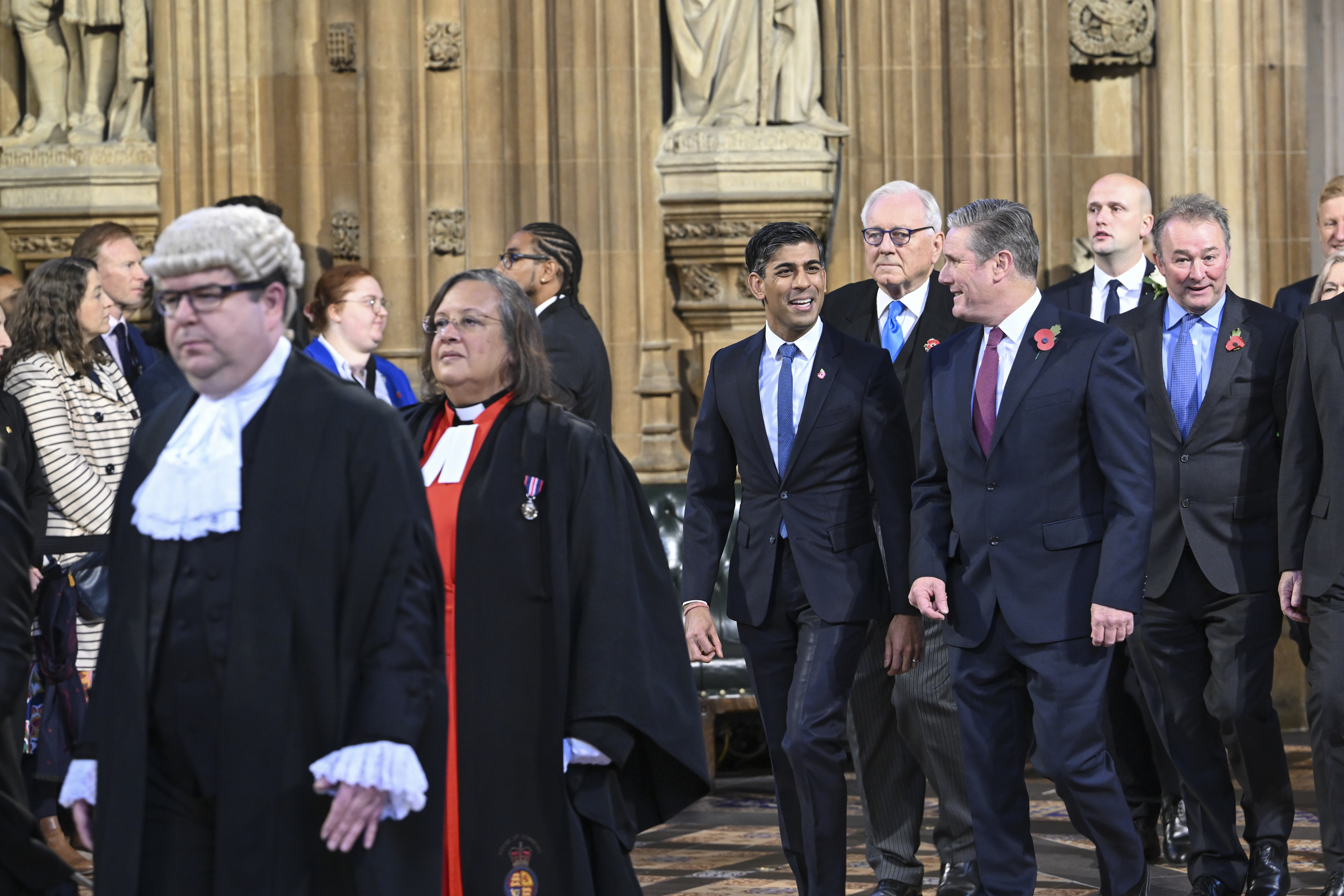
Le Premier ministre britannique Rishi Sunak et le chef de l'opposition officielle Keir Starmer au palais de Westminster, en 2023.

Dans le système anglo-saxon, en particulier dans le système de Westminster, l'opposition officielle est constituée par le premier parti d'opposition au parlement. Le chef de l'opposition officielle dirige le cabinet fantôme.
Dans les royaumes du Commonwealth, l'opposition est souvent désignée sous le terme d'« opposition loyale de Sa Majesté » (His/Her Majesty's Loyal Opposition), « loyale » signifiant ici que si ses membres critiquent le gouvernement en place, ils ne remettent pas en cause sa légitimité.

## Canada
Le système parlementaire canadien est basé sur le modèle britannique, reprenant un grand nombre de ses caractéristiques, notamment les relations entre majorité et opposition au parlement.

## France
Dans les années 1960, la France a connu la mise en place d'un contre-gouvernement, organisé selon la même idée que les cabinets fantômes britanniques. Celui-ci était dirigé par François Mitterrand (CIR), principal opposant politique du président Charles de Gaulle.